# Kelarabad (distrito)
Kelarabad (em persa: بخش كلارآباد‎‎) é um distrito no condado de Abbasabad, da província de Mazandaran, Irã. No censo de 2006, sua população era de 13 902 habitantes, em 3 909 famílias. O distrito tem uma cidade chamada Kelarabad e possui um distrito rural de mesmo nome.